# 몰리 고든
몰리 고든(Molly Gordon, 1995년 12월 6일 ~ )은 미국의 배우, 각본가, 감독이다.

## 출연 작품
- 이타카 (2015) - 메리 역
- 라이프 오브 더 파티 (2018)
- 굿 보이즈 (2019)
- 북스마트 (2019) - 트리플 에이 역
- 시바 베이비 (2020) - 마야 역
- 브로큰 하츠 갤러리 (2020)
- 유 피플 (2023)
- 시어터 캠프 (2023) - 레베카다이앤 역 / 연출·각본도 겸함